# The Borgias
The Borgias (Os Bórgias) é uma série televisiva de ficção histórica, que estreou em 2011, de produção canadense-húngara-irlandesa, criada por Neil Jordan.
A série é baseada na história da Família Bórgia (Borja em valenciano), uma dinastia italiana de origem espanhola, que tornou-se proeminente durante o Renascimento e que geralmente é lembrada pelo governo corrupto e pela acusação de ter cometido vários crimes, incluindo adultério, simonia, roubo, estupro, corrupção, incesto e assassinato (especialmente por envenenamento).
A série é estrelada por Jeremy Irons como Rodrigo Bórgia (Papa Alexandre VI) e pelos atores David Oakes, François Arnaud, Holliday Grainger e Aidan Alexander que interpretam respectivamente os filhos Juan (Giovanni), Cesare, Lucrezia e Gioffre Bórgia. Derek Jacobi aparece como o Cardeal Orsini.
Estreou em 3 de abril de 2011, no canal pago Showtime nos Estados Unidos e no canal Bravo! no Canadá. A série foi cancelada em 5 de junho de 2013, e o último episódio foi ao ar em 16 de junho de 2013.

## Enredo
A série retrata a ascensão da dinastia Bórgia ao alto clero da Igreja Católica Romana e seus esforços para manter-se no poder. No início da primeira temporada, Rodrigo Bórgia é eleito Papa através de simonia e propina, com ajuda de seus filhos, Césare e Juan. Ao ser entronizado, Rodrigo torna-se o Papa Alexandre VI, o que coloca sua família no obscuro e profundo mundo da política europeia à época: desde as alianças do Colégio dos Cardeais a ambições dos reis europeus e rivalidades entre as família italianas.
Enquanto isso, inconformado com sua derrota no conclave que elegeu Bórgia, o Cardeal Giuliano Della Rovere viaja por toda a Itália e França, buscando aliados para depor o cruel Papa Alexandre VI: isto levaria a outro conclave, no qual Della Rovere seria certamente o eleito sem a oposição desleal dos Bórgia.
A série também retrata a complicada relação entre Césare, Juan e Lucrécia. Césare e Juan nutrem uma forte rivalidade, com ressentimento por parte do primeiro e sentimento de inferioridade por parte do segundo. Eventualmente, Juan envolve-se no mundo de imoralidades e insanidades, o que gera um forte confronto com os planos de sua família. Entre Césare e Lucrécia há uma forte intimidade que acaba levando os irmãos a uma relação incestuosa.

## Elenco principal
- Jeremy Irons como Rodrigo Bórgia / Papa Alexandre VI: O ambicioso patriarca da Família Bórgia, usa sua posição para adquirir poder e influência, tornando-se Papa em 1492. Astuto e intrigante, Alexandre VI é devoto de sua família, porém aprecia ainda mais a companhia de diversas mulheres.[5] Apesar de sua corrupção e astúcia, acredita que está fazendo o correto e se vê em meio a um fogo cruzado quando se trata da morte de inocentes para dar cabo a seus planos. Sua filha Lucrezia é a única pessoa em quem confia verdadeiramente.

- François Arnaud como César Bórgia: Filho primogênito de Rodrigo, Cesare é o consigliere de seu pai na Igreja. Contudo, deseja deixar a vida clerical, preferindo os campos de batalha. Possui um instinto violento, sendo capaz de matar em nome de sua família ou forjar o assassinato de seus rivais amorosos. A relação íntima que possui com Lucrezia é seu único ponto fraco. Cesare enrijece após o afastamento de sua amante, Ursula Bonadeo, e o casamento arranjado de sua irmã.

- Holliday Grainger como Lucrécia Bórgia: A filha de Alexandre VI, Lucrécia Bórgia é bela e sedutora, apesar de ser muito sensível emocionalmente. Sendo o peão dos Bórgias em alianças políticas, tem uma grande intimidade com seu irmão, o amante de guerras César Bórgia, cujo relacionamento acabou se transformando num amor proibido e escandaloso para a Igreja Católica, que estava sob o domínio de Alexandre VI e sua família.
- Joanne Whalley como Vannozza dei Cattanei: Uma cortesã e matriarca da Família Bórgia, têm sua posição ameaçada pela ascensão da família ao topo da Igreja Católica Romana. É assombrada pelas amantes do novo Papa, seu marido. Vive confortavelmente em uma villa nos arredores de Roma.

- Lotte Verbeek como Giulia Farnese: Amante do Papa, é uma mulher independente e astuta. Com o passar do tempo, conquista a confiança de seu amante e torna-se mentora de Lucrezia.

- David Oakes como Juan Bórgia: Filho de Rodrigo Bórgia e Gonfaloneiro dos Exércitos Papais, é imprudente, arrogante e covarde. Após assassinar Paolo, amante de sua irmã, passa a temer uma vingança da mesma. Lucrezia, aproveitando-se da vantagem, passa a ameaçá-lo em inúmeras situações.

- Sean Harris como Micheletto Corella: O principal e mais fiel capanga de Cesare, é responsável pelos mais horrendos assassinatos encomendados pela Família Bórgia.

- Aidan Alexander como Gioffre Bórgia: Filho caçula de Rodrigo Bórgia, casa-se com Sancha de Nápoles para assegurar uma aliança com o Reino de Nápoles e consolidar a influência de sua família na Península Itálica.

- Colm Feore como Giuliano della Rovere: Um poderoso cardeal da Igreja Católica Romana, após perder o conclave para Rodrigo Bórgia, dedica sua influência a depor o novo Papa, a quem ele considera lascivo e blasfemo. A primeira tentativa de Della Rovere, ao aliar-se ao Rei de França, acaba por fracassar, quando o Papa negocia com as tropas francesas evitando um massacre em Roma. No entanto, Della Rovere persiste no que considera uma missão divina de purificar o seio da Igreja.

### Elenco coadjuvante
- Steven Berkoff como Girolamo Savonarola: Um influente padre de Florença, cujas denúncias públicas da corrupção na Igreja chamam atenção do Colégio dos Cardeais.
- Simon McBurney como Johannes Burchart: Mestre de cerimônias da Santa Sé e estudioso de direito canônico. Para manter-se no cargo, Johannes oscila entre os dois lados da trama.
- Augustus Prew como Afonso II de Nápoles: Herdeiro de Fernando I de Nápoles, assume o trono por conta da doença de seu pai. É torturado e morto por Carlos VIII.
- Derek Jacobi como Orsino Orsini: Um dos cardeais que planejaram o assassinato de Alexandre VI.
- Ruta Gedmintas como Ursula Bonadeo / Irmã Maria:
- Elyes Gabel como Príncipe Djem
- Montserrat Lombard como Maria
- Emmanuelle Chriqui como Sancha de Aragão
- Vernon Dobtcheff como Cardeal Julius Verscucci (personagem fictício)
- Bosco Hogan como Alessandro Piccolomini, (na realidade Francesco Piccolomini), posteriormente Papa Pio III
- Luke Pasqualino como Paolo
- Gina Mckee como Catarina Sforza
- Pete Sullivan como Ascanio Sforza
- Julian Bleach como Niccolò Machiavelli
- Ivan Kaye como Ludovico Sforza
- Michel Muller como Carlos VIII da França
- David Dawson como Embaixador Francês
- Sebastian de Souza como Alfonso de Aragão, Duque de Bisceglie e Príncipe de Salerno
- Ronan Vibert como Giovanni Sforza
- Tanto Ruta Gedmintas quanto Bosco Hogan apareceram em The Tudors, outra série histórica do canal Showtime, como Elizabeth Blount e Bispo Fisher respectivamente.